# Damias flavicollis
Damias flavicollis är en fjärilsart som beskrevs av Pieter Cornelius Tobias Snellen 1879. Damias flavicollis ingår i släktet Damias och familjen björnspinnare. Inga underarter finns listade i Catalogue of Life.